# Waddon Hill
Waddon Hill je kopec, na němž poblíž městečka Beaminster v hrabství Dorset v jihozápadní Anglii stála ve starověku římská pevnost. Název Waddon je složen ze dvou slov ze staré angličtiny a má význam pšeničný kopec.

## Umístění
Přibližně 1 kilometr na západ od kopce Waddon Hill se zvedá z krajiny západního Dorsetu Lewesdon Hill, s pouhými 297 metry nejvyšší vrchol tohoto hrabství.

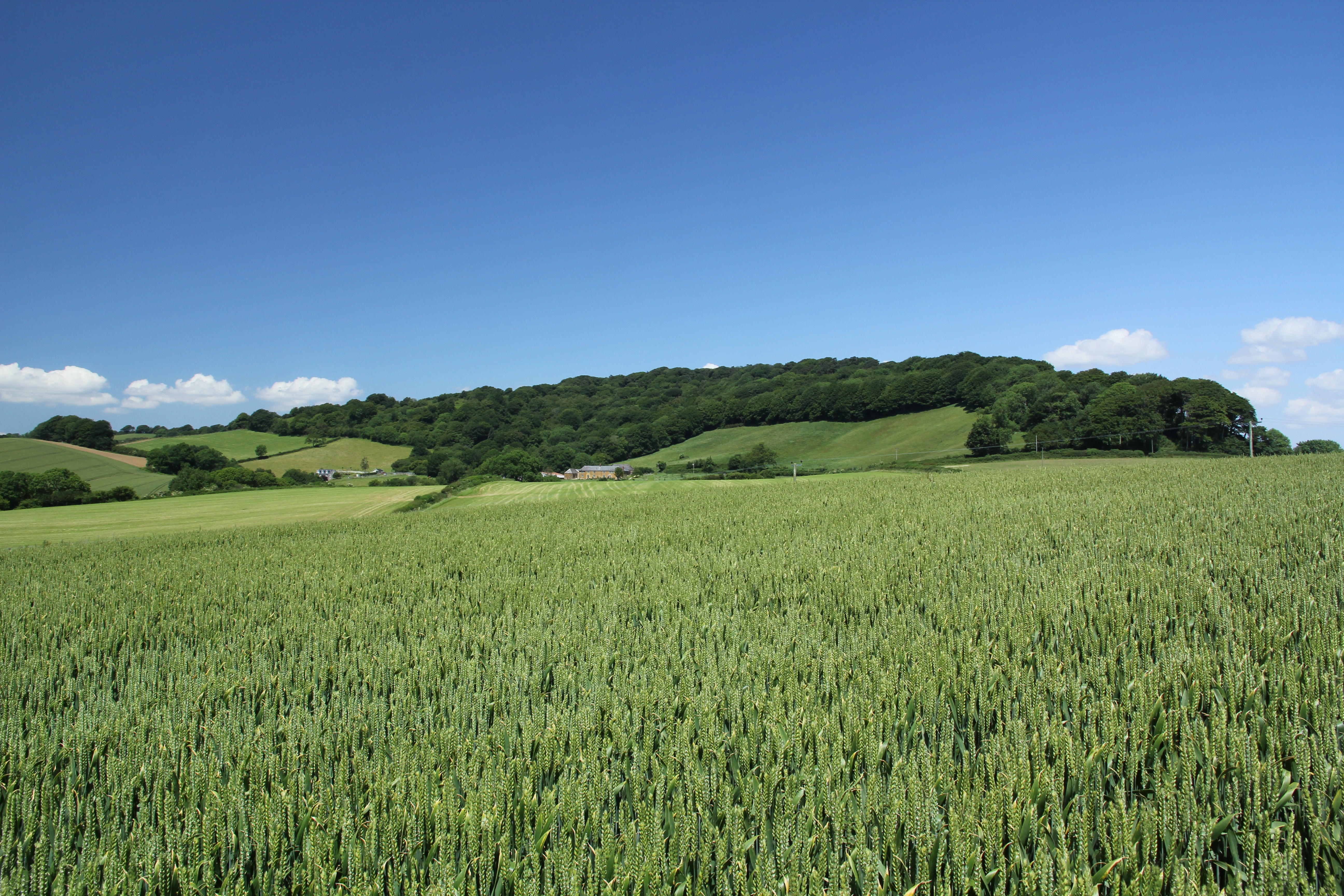
Blízký Lewesdon Hill (279 m) s pšeničným polem

Severně od vrcholu Waddon Hill s bývalou římskou pevností vede dálková turistická cesta Wessex Ridgeway, blízko jeho západního konce zase silnice B3162. Nahoru na Waddon Hill nevede žádná veřejně přístupná cesta, jde o soukromý pozemek.

## Starověk

### Římská pevnost, popis lokality
Pevnost ležela na úzkém hřebenu, který dosahuje výšky přes 200 m a běží východozápadním směrem. Kopec má strmý přírodní svah na jih a na západ; na severu a východě pevnost chránily hradby z vykopané zeminy a ze dřeva. Uvnitř ohrazené plochy stály dřevěné domy pro prosté legionáře i důstojníky (principia, praetorium a pravděpodobně valetudinarium); také tam měli stáje pro koně. Historic England uvádí, že pevnost držela smíšená posádka legionářů a jezdectva z pomocných oddílů. Byla používána ještě v 60. letech. Jednotky byly staženy kvůli povstání, které vedla královna Boudica. Po jeho potlačení přestala být pevnost Waddon Hill potřebná.

### Historické souvislosti
Pevnost postavila Druhá legie pod velením Vespasianovým během dobývání území Durotrigů a okupace Dorsetu někdy po roce 43, kdy Římané budoucí provincii Británii dobývat. Pravděpodobně zde nejdřív stál přechodný tábor vybudovaný během tažení na nedalekou durotrigskou pevnost na kopci Pilsdon Pen, kde byly nalezeny dvě římské balistické střely. Pevnost zřejmě postavili a užívali mezi lety 50 až 60 poté, co byla opuštěna velká pevnost na kopci Hod Hill dále na východ.

### Spojení pevnosti s okolím ve starověku
Římská cesta do pevnosti na Waddon Hill zřejmě odbočila z hlavní cesty mezi Dorchesterem a Axminsterem u Two Gates, prošla přes kopec Eggardon Hill, pak z jihu minula městečko Beaminster, aby dorazila do pevnosti z východní strany.

### Doba moderní
Poprvé bylo místo rozpoznáno jako historická lokalita, když v 19. století při lámání kamene narazili na vojenské artefakty pocházející z 1. století.
První zprávy o nálezech sepsal Boswell Stone v roce 1893. Šlo o mince, spony a řadu vojenského vybavení, spon, držáků na chocholy a železnou pochvu na meč; byly po restaurování vystaveny v muzeu Bridport Museum.
Přední britský archeolog Graham Webster zde vedl sérii vykopávek v letech 1959–1962, které odhalily celý půdorys tábora jen s výjimkou ploch, které byly zničeny při těžbě kamene. Pevnost byla přibližně 82 m široká a přinejmenším 122 dlouhá.
Graham Webster v římské pevnosti mimo jiné objevil britskou minci, jak píše ve své knize o povstání Keltů proti Římanům.
Na území pevnosti bylo také nalezeno nezvyklé množství zbytků korýšů a rybích kostí, a to i druhů dnes považovaných za nejedlé.